# نادي الريان الصرفند
الريان الصرفند هو نادي كرة القدم لبناني، مقره في الصفرند بقضاء صيدا.

## روابط خارجية
- صفحة الفريق في موقع كووورة